# Historia Roderici
 (avril 2023).
Si vous disposez d'ouvrages ou d'articles de référence ou si vous connaissez des sites web de qualité traitant du thème abordé ici, merci de compléter l'article en donnant les références utiles à sa vérifiabilité et en les liant à la section « Notes et références ».
La Historia Roderici (ou Gesta Roderici Campidocti ou L’Histoire de Rodrigue, en français) est une chronique biographique de Rodrigo Diaz de Vivar, plus connu sous le nom de Cid Campeador, écrite en latin au XIIe siècle, probablement entre les années 1180 et 1190 par un auteur de la région de La Rioja prétendument natif de Najera, dans la province de La Rioja en Espagne). En tout cas, l’œuvre est la plus ancienne biographie connue du Cid et constitue la base de la connaissance actuelle sur son personnage. On la considère comme la source principale des faits du « magnate » castillan.
Quant à son rôle dans l’historiographie espagnole, c’est une des œuvres principales représentant le genre des chroniques en Latin dans la péninsule ibérique, qui au cours de ce siècle, arrive précisément à son apogée.
On se demande si l’œuvre fut la source du Poème du Cid (Cantar de Mio Cid en espagnol), bien que les deux œuvres semblent tenir compte des mêmes traditions orales.
À l’encontre de certains auteurs qui avancent une datation contemporaine de la vie de Rodrigo Diaz, les lacunes importantes qu’il présente mettent en doute la thèse selon laquelle l’auteur serait un observateur direct des faits relatés.

## Paternité et datation
Depuis Menéndez Pidal, beaucoup de chercheurs soutiennent que la Historia Roderici fut composée par un témoin des exploits peut-être un compagnon du Cid, entre 1110 et 1125, et ils attribuent l’apparition de faits qui ne seraient possibles que dans le dernier quart du XIIe siècle aux additions successives que l’œuvre a connues.
Antonio Ubieto Arteta a proposé une datation entre 1144 et 1147, suivi en cela par Jules Horrent (qui situe le document entre 1145 et 1160), par Colin Smith (es) et Georges Martin.
Après une étude exhaustive des sources possibles associées au Cid du Carmen Campidoctoris (es), parmi lesquelles on trouve la Historia Roderici, et une analyse de toutes les propositions antérieures de datation de cette dernière, Alberto Montaner Frutos (es) arrive à la conclusion que les formes de traitement utilisées, l’utilisation du sceau royal, les clauses de la donation d'Alphonse à don Rodrigue, la fixation des grades de portarius regis et alférez et la formalisation d'une variété juridique du riepto ne sont possibles que dans le dernier quart du XIIe siècle.

## Structure
Les chapitres 1 à 6 relatent brièvement les trente premières années de la vie de Rodrigue jusqu'à son mariage avec Jimena Diaz en 1074.  Dans les chapitres 7 à 24 sont relatés avec plus de détails les exploits de Ruy Diaz jusqu’à son premier exil et son service (1081-1086) auprès du roi taïfa de Saragosse al-Mutaman. Les trois chapitres suivants racontent brièvement les événements survenus entre 1086 et 1088 : son retour en Castille et la réconciliation avec son roi Alphonse VI. Les chapitres 28 à 64 racontent les exploits du Cid lors de son deuxième exil à partir de 1089 jusqu'à la conquête de Valence (1094). Puis le fil de la narration est interrompu entre les années 1095 et 1096. Enfin, les chapitres 65 à 75 se réfèrent aux événements qui se sont produits entre 1097 et 1099, année de la mort du Cid. L'ouvrage se termine par un épilogue (chapitres 76 à 77), qui prolonge le récit jusqu'à la chute de Valence au profit des Almoravides en 1102.

## Style
Le latin utilisé n'utilise pas les allusions érudites classiques (allusions que l'on observe dans un hymne contemporain à l’Historia Roderici, le Carmen Campidoctoris (es)). Il y manque les références habituelles religieuses ou bibliques, et offre un récit à peu près homogène de la vie du Cid en s'étendant principalement sur l'époque de la maturité du personnage. Le style est simple, d'où ressort l'unique tournure littéraire dans la phrase répétée « Rodrigo restait impassible ».

## Manuscrits

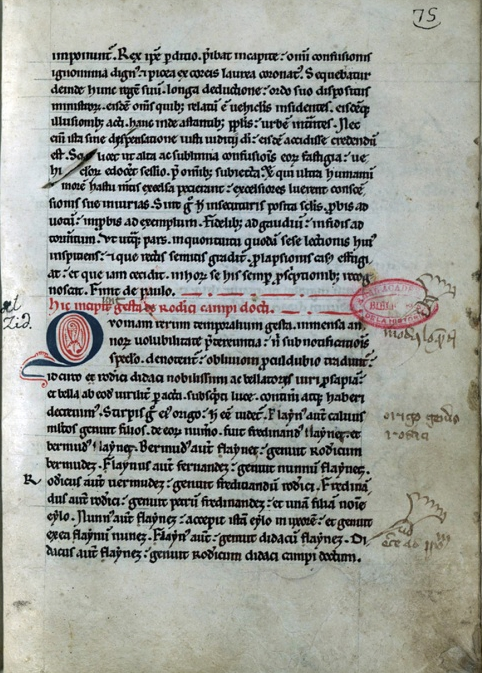
Historia Roderici, ms. 9/4922 de la Real Academia de la Historia, fol.75 rº.

- Manuscrit I : Le manuscrit 9/4922 de la Real Academia Española de la Historia contient la Historia Roderici ou Gesta Roderici Campidocti dans le folio 89r et suivants qui a l’incipit suivant « Hic incipit Gesta Roderici Campidocti ». Ce manuscrit date d’environ 1233.

Le manuscrit I de la Historia Roderici a été trouvée par le père Manuel Risco en 1785 dans l'église San Isidoro de León. Il s'agit d'un codex de 1233, qui est une copie d'un original issu de Nájera pour le Monastère de San Zoilo (es) de Carrión de los Condes, où il se trouvait en 1239. Risco le fit imprimer dans une annexe de La Castilla y el más famoso castellano. [...] Historia del célebre castellano Rodrigo Díaz, llamado vulgarmente el Cid Campeador (Madrid, Blas Román, 1792). Depuis 1852, le manuscrit est conservé à la Real Academia Española de la Historia sous la cote ms. 9/4922 (anciennement A-189).

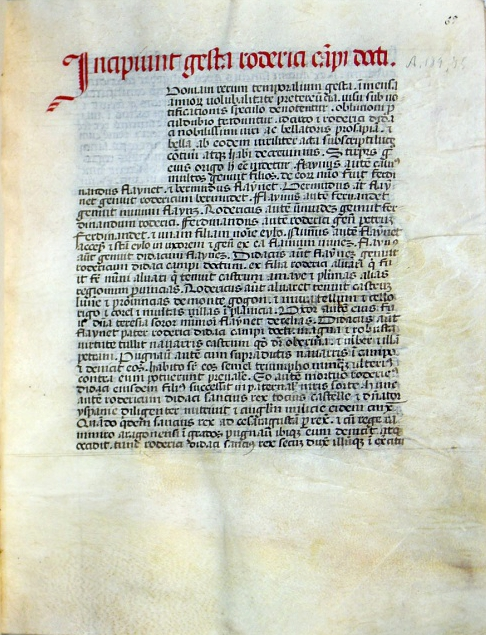
Incipit de la Historia Roderici du codex S., manuscrit 9/450 de la Bibliothèque de la Real Academia de la Historia, fol. 57rº. En rouge: Incipiunt Gesta Roderici Campi Docti 'Commencent les gestes de Rodrigo el Campeador'.

- Manuscrit S.  « Incipit gesta rodericii Campi docti ». Manuscrit en latin sur vélin du XVe siècle, G-1, f. 69R a 86V. n. º 33363 de l'inventaire du Fondo Salazar y Castro de la Real Academia de la Historia, cf. pg. 5472. Il est conservé à la Real Academia de la Historia sous la cote ms. 9/450 (anciennement G-1).

Il existe un autre codex, connu sous le nom M, mais c’est une simple copie faite au XVIIIe siècle du texte du manuscrit I.

## Éditions
- Manuel Risco, « Historia Roderici Didaci Campidocti ante hac inedita, et novissime in antiquo codice Bibliotecae Regii Conventus San Isidori Legionensis reperta » première édition après la découverte dans la Biblioteca Real de San Isidoro de León, publié dans la section  « Annexes » p. XVI- LX  de La Castilla y el más famoso castellano. Discurso sobre el sitio, nombre, extensión y condado de la antigua Castilla. Historia del célebre castellano Rodrigo Díaz, llamado vulgarmente el Cid Campeador, Madrid, Blas Román, 1792. pages XX-310-LXVI.  Il existe une édition fac-similée de l'op. cit. pub. à La Corogne, Órbigo, 2006.  (ISBN 978-84-96541-50-4).

- Manuel Malo de Molina, Rodrigo, el Campeador, Madrid, 1857, p. 74-110. Éditions modernes : Moraleja de Enmedio Arcos Ediciones, 2001  (ISBN 978-84-95735-02-7) et Valence, Librairies Paris, 2001  (ISBN 978-84-8339-208-9).

- Antonio Cavanilles, Historia de España, vol. 2, Madrid, Martín Alegría, 1861, annexe 2, pages. 345-392. Elle reproduit l’édition Risco (1792). OCLC 162555782
- R. Foulché-Delbosc, « Gesta Roderici Campidocti », Revue hispanique XXI (1909), pages. 412-459. OCLC 45242551
- Adolfo Bonilla y San Martín, « Gestas de Rodrigo el Campeador » (Gesta Roderici campidocti), Boletín de la Real Academia de la Historia, 59 (1911). OCLC 18678095
- Ramón Menéndez Pidal, La España del Cid, Madrid, Espasa-Calpe, 19697, pages. 906-971. OCLC 28236530
- Emma Falque Rey, Juan Gil et Antonio Maya, « Historia Roderici vel gesta Roderici Campidocti », en Chronica Hispana saeculi XII. Pars I, Turnhout, Brepols, 1990 (Corpus Christianorum, Continuatio Medievalis, LXXI). OCLC 54060154